# Oz Bukowsko-Mosiński
Oz Bukowsko-Mosiński – oz na terenie Pojezierza Poznańskiego w Wielkopolsce. Jest to najdłuższy oz w Polsce i jeden z najdłuższych na obszarze niżu środkowoeuropejskiego.
Przebiega z północnego zachodu (okolice wsi Młynkowo w gminie Duszniki) na południowy wschód (do Jeziora Budzyńskiego pod Mosiną). Ma charakter długiej, krętej wypukłości w terenie, o długości około 37 km. Maksymalna wysokość względna wynosi 41 m w okolicach Mirosławek. Szerokość podstawy wynosi około 80-300 m. Składa się nań około 25 pagórków.
Pierwsze badania geologiczne ozu przeprowadził J.Korn w 1913. Następne badania prowadzone były w 1937 przez Romana Błachowskiego. Szczegółowe prace w tym zakresie zostały przeprowadzone latem 1957 przez Karola Rotnickiego. Ostatnie ze wzniesień, znajdujące się na terenie Wielkopolskiego Parku Narodowego, nazywane są „Szwedzkimi Górami“ (Oz Budzyński).